# ミストラリアの魔術師
『ミストラリアの魔術師』（ミストラリアのまじゅつし、原題：Mages of Mystralia）は、カナダのインディーゲームスタジオBorealys Gamesが開発したアクションアドベンチャーゲーム。

## 概要
かつて「魔術師王」が統治し現在は魔法の使用を禁じている国家ミストラリアを舞台に、魔力を秘めた少女ジア（Zia）の冒険を描く物語。故郷の村で魔力の暴走による火事を起こし村を追われたジアは、隔絶の地で暮らす魔術師たちとの出会いにより周辺地域の異変を解消する任務に身を投じ、やがて、魔術師の殲滅を掲げ国民を扇動する国の顧問官クロヴィス（Clovis）の陰謀に立ち向かうことになる。ゲーム内でジアは魔法により攻撃や謎解き等を行うが、その魔法の効果を多様にカスタマイズできる「スペルクラフト」システムが本作の特徴の一つとなっている。
本作のシナリオライターには、ディレクターのPatric Mondouが影響を受けたテーブルトークRPG『ダンジョンズ&ドラゴンズ』の世界観の一つ「フォーゴトン・レルム」を創作したエド・グリーンウッドを起用している。また、BGMのオーケストラ音源は、仲間将太がプロデュースするボストンの楽団Video Game Orchestraにより演奏されている。
2017年3月16日から2017年4月16日の期間にKickstarterを通じたクラウドファンディングが実施され、目標最低額の2万5000カナダドルを大幅に上回る23万4238カナダドルの資金が集まった。

## システム
ジアが使用する基本魔法は以下の4種類がある。初期属性は、ゲームの中盤以降で手に入る「オーラ」により変更できるようになる。
- イミディ（Immedi） - 目の前の敵への攻撃や障害物の破壊などに用いる。初期属性は雷。
- アクタス（Actus） - 遠距離の敵への攻撃や仕掛けの作動などに用いる。初期属性は炎。
- クレオ（Creo） - 地形を変化させ足場を作る際などに用いる。初期属性は氷。
- エゴ（Ego） - 敵の攻撃を防ぐシールドや高速移動などに用いる。初期属性は風。

各所で手に入る「ルーン」と呼ばれる円形の石により、魔法の軌道や詠唱時間・効果時間など、様々な要素の追加・変更を行うことができる。ルーンは、基本効果の「動作」、それにさらに効果を加える「オーグメント」、特定条件時に別の魔法を続けて発動させる「トリガー」の3つに分類される。設定画面では、魔法ごとの盤面にルーンを配置することで設定する。ルーンは、盤面の中心や既に配置済みのルーンの周囲6方向に配置するが、ルーンごとに配置可能な方向が決まっている。ルーンを多く配置するほど消費魔力が増大する。

## 評価
- BIC Festival（朝鮮語版） 2017 「Grand Prix」「Excellence in Design」「Excellence in Audio」ノミネート[17][18][19]